# Svend Fogh
Svend Fogh var en dansk atlet som var medlem af Silkeborg IF og fra 1910 i Københavns FF. Han vandt fire medaljer ved danske mesterskaber i stangspring og højdespring.

## Danske mesterskaber
- Sølv 1909 Stangspring 2,94
- Bronze 1909 Højdespring 1,635
- Bronze 1908 Stangspring 2,90
- Sølv 1907 Højdespring 1,60